# Lahndski jezici
Lahndski jezici (Lahnda jezici) skupina od (7) indoarijskih jezika sjeverozapadne zone iz Pakistana, Indije, Afganistana i Ukrajine. 
Predstavnici su: sjeverni [hno], 3.000.000 (1993) u Pakistanu; južni [hnd], 625.000, 1981. popis); jakati ili jat [jat], ukupno 30.670 u Ukrajini i Afganistanu; khetrani [xhe], 4.000 u Pakistanu; mirpurski pandžapski [pmu], 1.045.000, Indija; zapadnopandžapski [pnb], ukupno 62.648.000 u Pakistanu i Indiji); seraiki [skr], ukupno 13.820.000 u Pakistanu i Indiji.

## Vanjske poveznice
- Ethnologue (14th)
- Ethnologue (15th)